# Новоалександровська сільська рада (Бузулуцький район)
Но́воалекса́ндровська сільська рада (рос. Новоалександровский сельский совет) — сільське поселення у складі Бузулуцького району Оренбурзької області Росії.
Адміністративний центр — село Новоалександровка.

## Населення
Населення — 3122 особи (2019; 2677 в 2010, 2361 у 2002).

## Склад
До складу сільської ради входять:
| Населений пункт         | Населення, осіб (2002) | Населення, осіб (2010) |
| ----------------------- | ---------------------- | ---------------------- |
| Дмитрієвка, село        | 431                    | 397                    |
| Новоалександровка, село | 1449                   | 1675                   |
| Перевозинка, село       | 481                    | 605                    |